# Pamela Colman Smith
Pamela Colman Smith, también llamada Pixie (16 de febrero de 1878-18 de septiembre de 1951), fue una artista, ilustradora y escritora. Fue reconocida por ilustrar las populares cartas de tarot conocidas como cartas Waite-Smith, también llamadas cartas Rider Waite o las cartas Rider Waite Smith, del ocultista Arthur Edward Waite.

## Biografía
Smith nació en Pimlico, Middlesex (ahora Londres), Inglaterra siendo hija única del comerciante estadounidense de Brooklyn, Charles Edward Smith y su esposa Corinne Colman, hermana del pintor Samuel Colman). La familia se estableció en Mánchester durante la primera década de vida de Pamela, pero luego se trasladó a Jamaica cuando Charles Smith consiguió un trabajo en el año 1889 con la West India Improvement Company, (en español, Compañía de Mejoras de las Indias Occidentales) un grupo financiero que tenía contratos para la construcción de un ferrocarril en Jamaica. La familia vivió en Kingston, la capital jamaicana, durante algunos años pero se mantuvieron viajando entre Jamaica, Londres, Brooklyn y Nueva York.
Hacia 1893, Smith se mudó a Brooklyn, donde, a la edad de 15 años, fue admitida en el relativamente nuevo Instituto Pratt estudiando arte bajo la dirección del conocido artista Arthur Wesley Dow. Su maduro estilo de dibujo, mostraba influencias del simbolismo de fin de siglo y del romanticismo del anterior movimiento Arts and Crafts. Mientras Smith estaba en la escuela de artes, su madre falleció en Jamaica, en 1896. La joven artista enfermó durante esos años y dejó los estudios, al punto de acabar abandonando el Instituto Pratt en 1897 sin graduarse. Se convirtió en ilustradora. Sus primeros proyectos de ilustraciones en los inicios de la década de 1890 incluyen The Illustrated Verses of William Butler Yeats (Los Versos Ilustrados de William Butler Yeats), un libro de la actriz Ellen Terry escrito por Bram Stoker, y dos de sus propios libros, Widdicombe Fair y Fair Vanity. 
Cuando regresó a Inglaterra en 1899, año en que su padre también murió quedando completamente huérfana, empezó a diseñar decoraciones teatrales para teatros en miniatura y volvió a hacer ilustraciones. En Londres, fue tomada bajo la protección del grupo al cargo del Lyceum Theatre, la actriz Ellen Terry (quien se dice le dio su apodo de Pixie), su director Henry Irving, y el autor Bram Stoker, con quienes viajó por todo el país, trabajando en vestuario y arreglos de escenario.
Smith escribió e ilustró una serie de libros tales como "La cultura de Jamaica", incluyendo Annancy Stories (1902) en donde muestra una serie de versiones jamaicanas de historias y cuentos sobre la figura tradicional africana de Anansi la araña. Continuó con sus proyectos de ilustración, tomando proyectos de William Butler Yeats y su hermano, el pintor Jack Yeats. Smith ilustró también la última novela de Bram Stoker, La guarida del Gusano Blanco en 1911, y el libro de Ellen Terry El Ballet Ruso en 1913. Contribuyó con su arte a la lucha de las mujeres para acceder al sufragio en Gran Bretaña y también diseñó carteles para la Cruz Roja durante la I Guerra Mundial.
En 1903, Pamela lanzó su propia revista bajo el título de The Green Sheaf (El Haz Verde), con contribuciones de Yeats, Christopher St John (Christabel Marshall), Cecil French, A. E. (George William Russell), Gordon Craig (hijo de Ellen Terry), Dorothy Ward, John Todhunter, y otros. The Green Sheaf existió durante poco más de un año, con un total de 13 ejemplares. 
En 1907, Alfred Stieglitz organizó para Pamela Colman Smith una exposición de arte en Nueva York en su Litle Galeries of the Photo-Secession (también conocida como la Galería de Arte 291), siendo Smith la primera pintora en ofrecer una muestra de arte en una galería que anteriormente era única y exclusivamente para exposiciones de fotografía profesional. Stieglitz quedó intrigado con la sensibilidad sinestésica que tenía Pamela Colman Smith; durante este periodo, Smith pintó varias visiones que tuvo mientras escuchaba música. La muestra de arte cautivó tanto a Stieglitz que este grabó una carpeta de láminas con 22 de las pinturas de Smith, las cuales exhibió más tarde, en 1908 y 1909.
Yeats la presentó a la Orden Hermética de la Aurora Dorada en 1901 y fue allí donde conoció a Waite. Cuando conflictos personales acabaron resquebrajando el grupo esotérico, Smith y Waite se mudaron al Rito Independiente y Rectificado del Amanecer Dorado. En 1909, Waite le encargó una baraja de tarot que poseyera atractivo artístico y el resultado fue la baraja Waite-Smith. Publicada por William Rider & Son of London, ha perdurado como la baraja de 78 cartas más popular en el mundo. El innovador diseño muestra escenas completas con símbolos y figuras tanto en los arcanos mayores como en los menores y sus distintivos dibujos serán la inspiración para muchas barajas posteriores.
En 1911 Smith se convirtió al catolicismo. Al terminar la Primera Guerra Mundial recibió una herencia de un tío lo que le permitió comprar una casa en Cornualles, una región popular entre los artistas. Para obtener ingresos, estableció una casa de vacaciones para sacerdotes católicos en una casa vecina. Nunca se casó y murió pobre en Bude, Cornualles el 18 de septiembre de 1951. Tras su muerte, todos sus efectos personales, incluyendo pinturas y dibujos, fueron subastados para sufragar sus deudas.